# ارتمپس
ارتمپس (به فرانسوی: Artemps) یک کمون در فرانسه است که در ان (ا-دو-فرانس) واقع شده‌است. ارتمپس ۶٫۳۱ کیلومتر مربع مساحت دارد ۷۷ متر بالاتر از سطح دریا واقع شده‌است.